# Mohamed Seghir Ferradji
 (décembre 2018).
Si vous disposez d'ouvrages ou d'articles de référence ou si vous connaissez des sites web de qualité traitant du thème abordé ici, merci de compléter l'article en donnant les références utiles à sa vérifiabilité et en les liant à la section « Notes et références ».
Pour les articles homonymes, voir Seghir.
Mohamed Seghir Ferradji (en arabe : محمد صغير فراجي) est un footballeur algérien né le 22 août 1975 à Boumerdès. Il évoluait au poste de gardien de but.

## Biographie
Avec le club de l'ES Sétif, il prend part à la Ligue des champions d'Afrique et à la Coupe de la CAF.

## Palmarès
- Champion d'Algérie en 2002 avec l'USM Alger.
- Champion d'Algérie en 2004 avec la JS Kabylie.
- Champion d'Algérie en 2009 avec l'ES Sétif.
- Vice-champion d'Algérie en 2005 avec la JS Kabylie.
- Vice-champion d'Algérie en 2010 avec l'ES Sétif.
- Vainqueur de la Ligue des champions arabes en 2008 avec l'ES Sétif.
- Vainqueur de la Coupe nord-africaine des clubs champions en 2009 avec l'ES Sétif.
- Vainqueur de la Coupe nord-africaine des vainqueurs de coupe en 2010 avec l'ES Sétif.
- Vainqueur de la Supercoupe de l'UNAF en 2010 avec l'ES Sétif.
- Finaliste de la Coupe de la confédération en 2009 avec l'ES Sétif.
- Vainqueur de la coupe d'Algérie en 2010 avec l'ES Sétif.
- Finaliste de la coupe d'Algérie en 2004 avec la JS Kabylie.
- Finaliste de la supercoupe d'Algérie en 2007 avec l'ES Sétif.
- Accession en Ligue 1 en 2006 avec l'OMR El Anasser.
- Accession en Ligue 1 en 2012 avec le CA Bordj Bou Arreridj.
- Accession en Ligue 1 en 2014 avec l'USM Bel Abbès.